# Schilderwerk Beutha
Das Schilderwerk Beutha (rechtlich: Schilderwerk Beutha GmbH, bis 1990: VEB Schilderwerk Beutha) ist ein deutscher Hersteller von Anzeige- und Beschilderungssystemen mit Hauptwerk in Beutha, einem Ortsteil von Stollberg im Erzgebirge.

## Geschichte
Das Schilderwerk Beutha wurde 1953 als Volkseigener Betrieb der DDR in einer ehemaligen Beuthaer Strumpffabrik gegründet. Erste Produkte des VEB Schilderwerk Beutha waren Emailleschilder für die Deutsche Reichsbahn, Pegellatten für die Schifffahrt und Straßennamensschilder. Es folgten Reflexschilder für den Straßenverkehr aus Aluminium. Zeitweise war das Werk in der DDR alleiniger Hersteller von Emailleschildern. In den 1970er Jahren entstanden im Schilderwerk Fassaden für das Haus des Lehrers in Berlin und das Konsument-Kaufhaus in Leipzig; auch Teile der Berliner Weltzeituhr stammen aus dem Schilderwerk. Der Künstler Ronald Paris erschuf in Beutha das Emaillebild für den „Brunnen der Jugend im Sozialismus“. Im Jahr 1972 wurde das Werk in Neustadt in Sachsen angegliedert. Der VEB Schilderwerk Beutha bedruckte vorübergehend auch Flügel von Weihnachtspyramiden und spritzte Radiogehäuse. Ab 1981 war der Betrieb Teil des Kombinats Erzgebirgische Volkskunst.
In Folge der politischen Wende wurde das Unternehmen zunächst von der Treuhand verwaltet und 1991 in eine GmbH umgewandelt. Die Leitung des Unternehmens übernahm Karl-Heinz Kieß, dessen Kinder Jana und Tim Kieß heute Geschäftsführer der Schilderwerk Beutha GmbH sind. Das Unternehmen eröffnete seither weitere Niederlassungen in Berlin, Chemnitz und Nürnberg. Das Beuthaer Stammwerk wurde in seiner Geschichte mehrfach angebaut und saniert. So wurde im Jahr 2002 eine neue Montagehalle errichtet. Seit 2009 stellt das Unternehmen die Verkehrszeichenfolien der Schilder auch in der Digitaldrucktechnik her. Das Verfahren ergänzt das klassische Siebdruckverfahren. Im Jahr 2011 wurde die Schilderwerk Beutha GmbH mit dem Großen Preis des Mittelstandes geehrt. Seit 2012 beteiligt sich das Unternehmen mit der Initiative Schildkröte am europäischen Projekt Vision Zero, welches die Zahl der Verkehrstoten senken will. Teil dieser Initiative sind regelmäßige Unternehmensführungen für Gruppen aus Kindergarten- bzw. Schulkindern in den Produktionshallen des Unternehmens. In Zeitungsartikeln wurde das Schilderwerk Beutha wiederholt als Hersteller von touristischen Unterrichtungstafeln wahrgenommen. So stellte das Unternehmen braun-weiße Tafeln her, welche für das Lausitzer Seenland, die Gartenstadt Marga oder die Stadt Wurzen werben. Im Sommer 2018 wurden über 60 Tafeln für die Jürgen Huss Räucherkerzenherstellung gefertigt, welche auf Grundstücken von Privatpersonen in Neudorf aufgestellt wurden. Die Huss-Figur Karzl weist auf den Schildern den Ortskern von Neudorf aus.
Das Schilderwerk Beutha stellt heute unter anderem Straßenbeschilderung in allen Größen und Varianten, Wegeleitsysteme für die Deutsche Bahn, Schifffahrtszeichen, LED-Schilder und individuelle Hinweistafeln und Spezialschilder für den öffentlichen, gewerblichen und privaten Bereich her.

## Niederlassungen
Die Schilderwerk Beutha GmbH tritt deutschlandweit an sechs Standorten auf. Das Stammwerk in Beutha produziert heute neben Zeichen für die Bahn unter anderem Emailleschilder oder innenbeleuchtete Schilder für Tankstellen, Firmen oder Bahnhöfe. Die Produktion von Verkehrszeichen für den Straßenverkehr, Vor- und Tabellenwegweisern und Werbeschildern wurde an das Werk in Chemnitz ausgelagert. Die Außenwerke in Neustadt und Berlin werden von der Niederlassung in Chemnitz beliefert und beschränken sich in der Produktion auf die Endmontage von Verkehrszeichen. Das Werk RUB in Nürnberg produziert sowohl Straßenschilder aus Aluminium als auch aus Emaille vorwiegend für die Kunden im Freistaat Bayern. Der Vertrieb der Produktpalette erfolgt mit Ausnahme des reinen Produktionsstandortes Oberdorf an allen Niederlassungen.

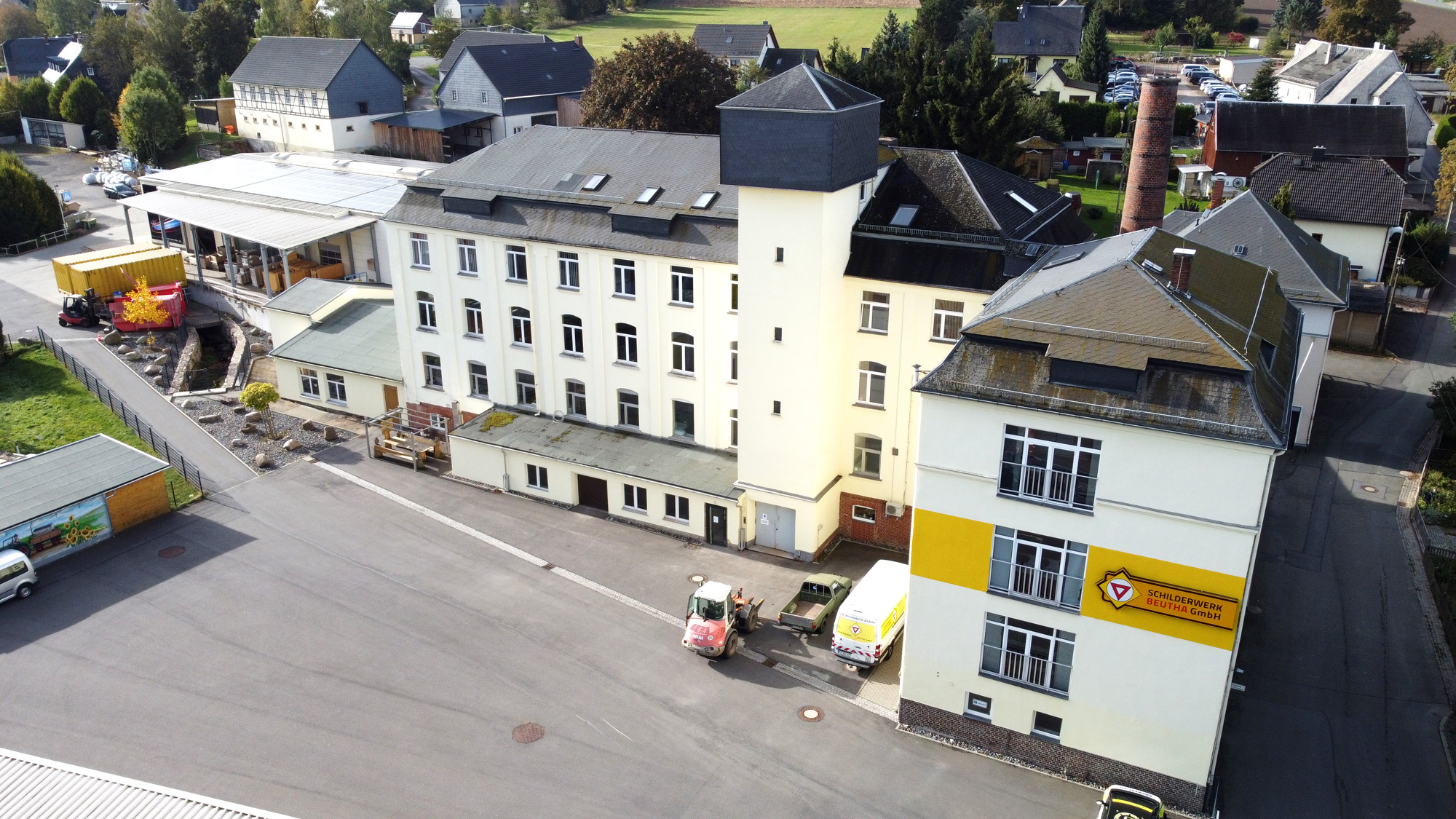
Werk Beutha
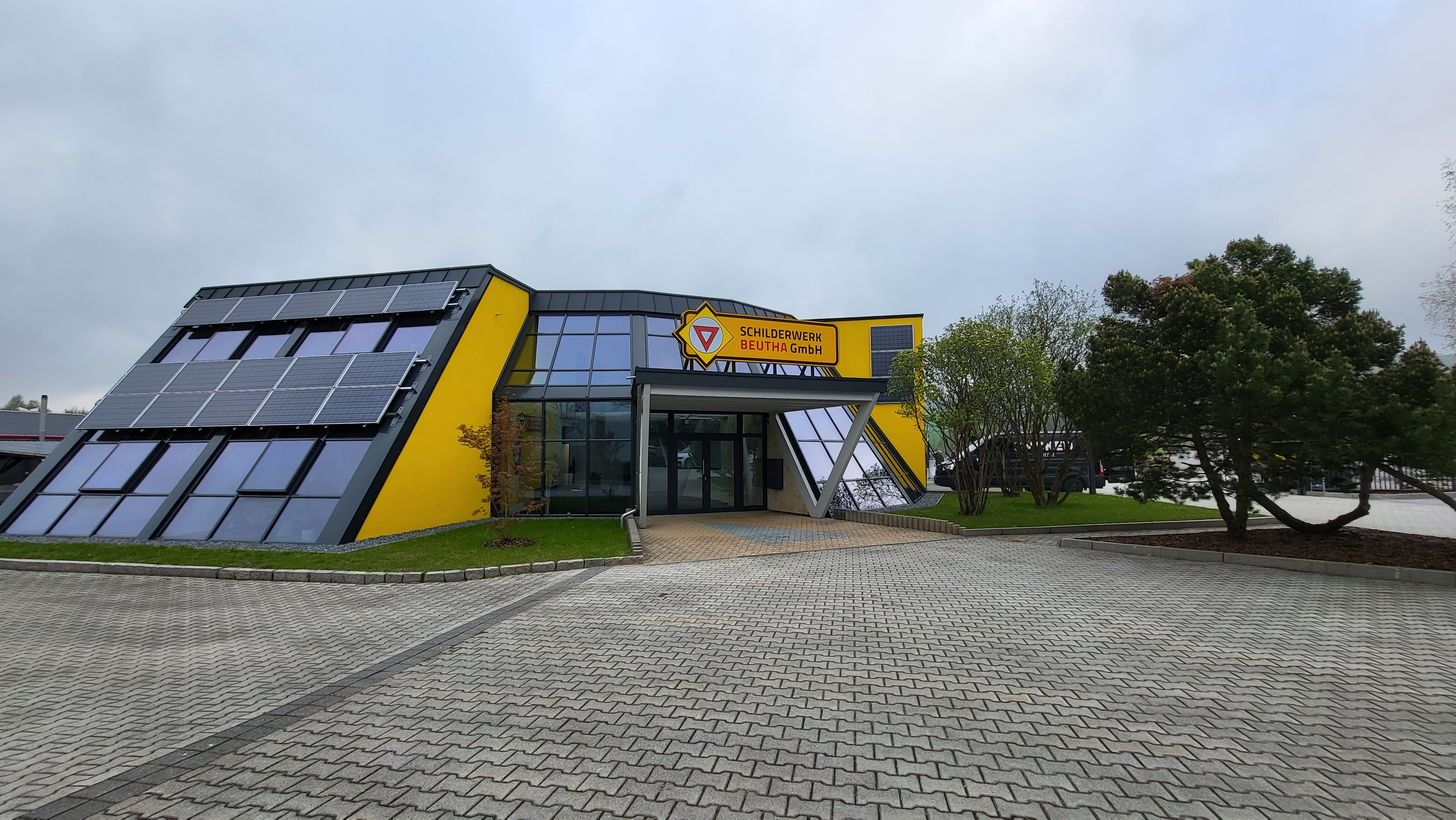
Werk Neustadt in Sachsen
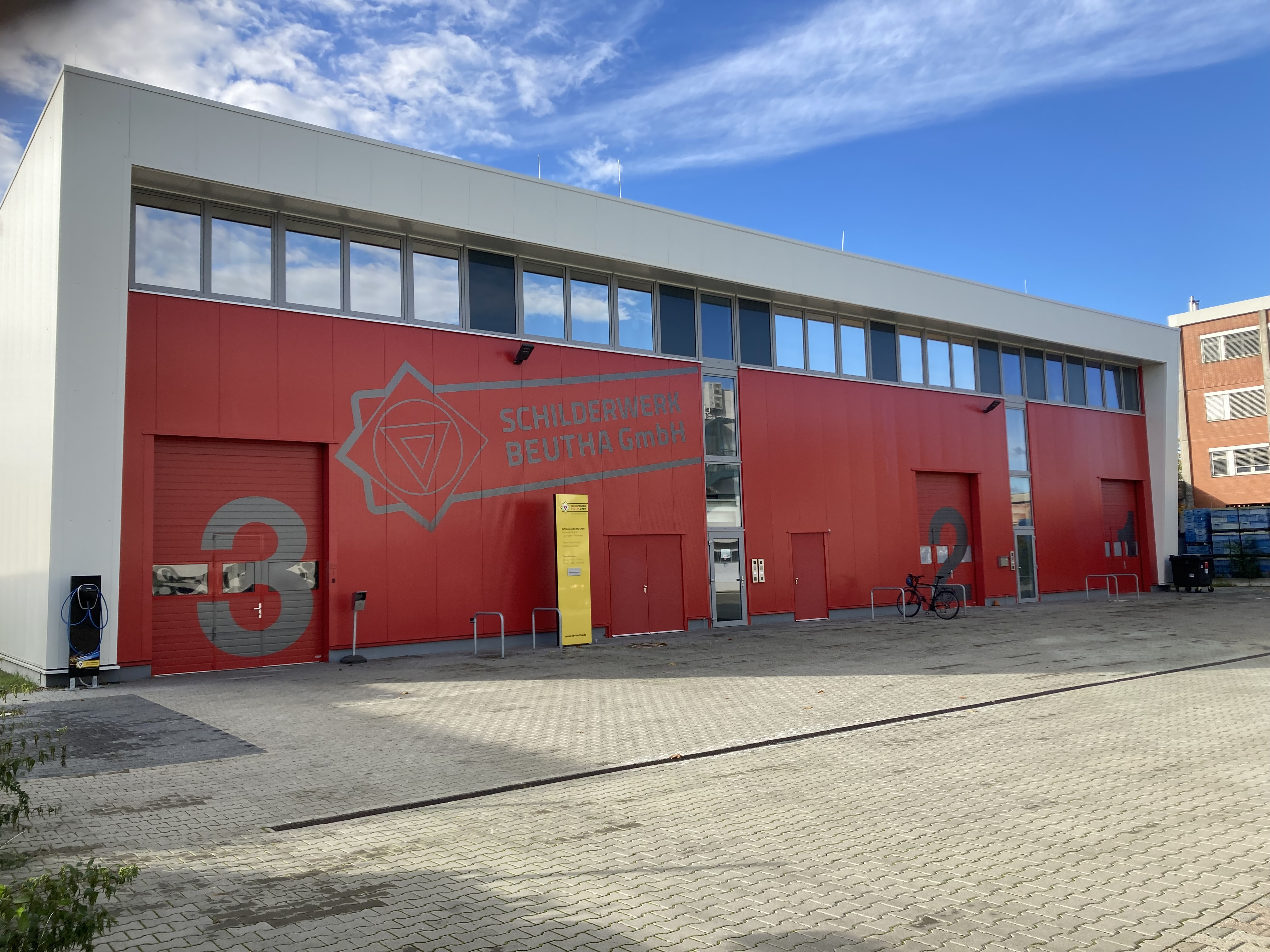
Werk Berlin
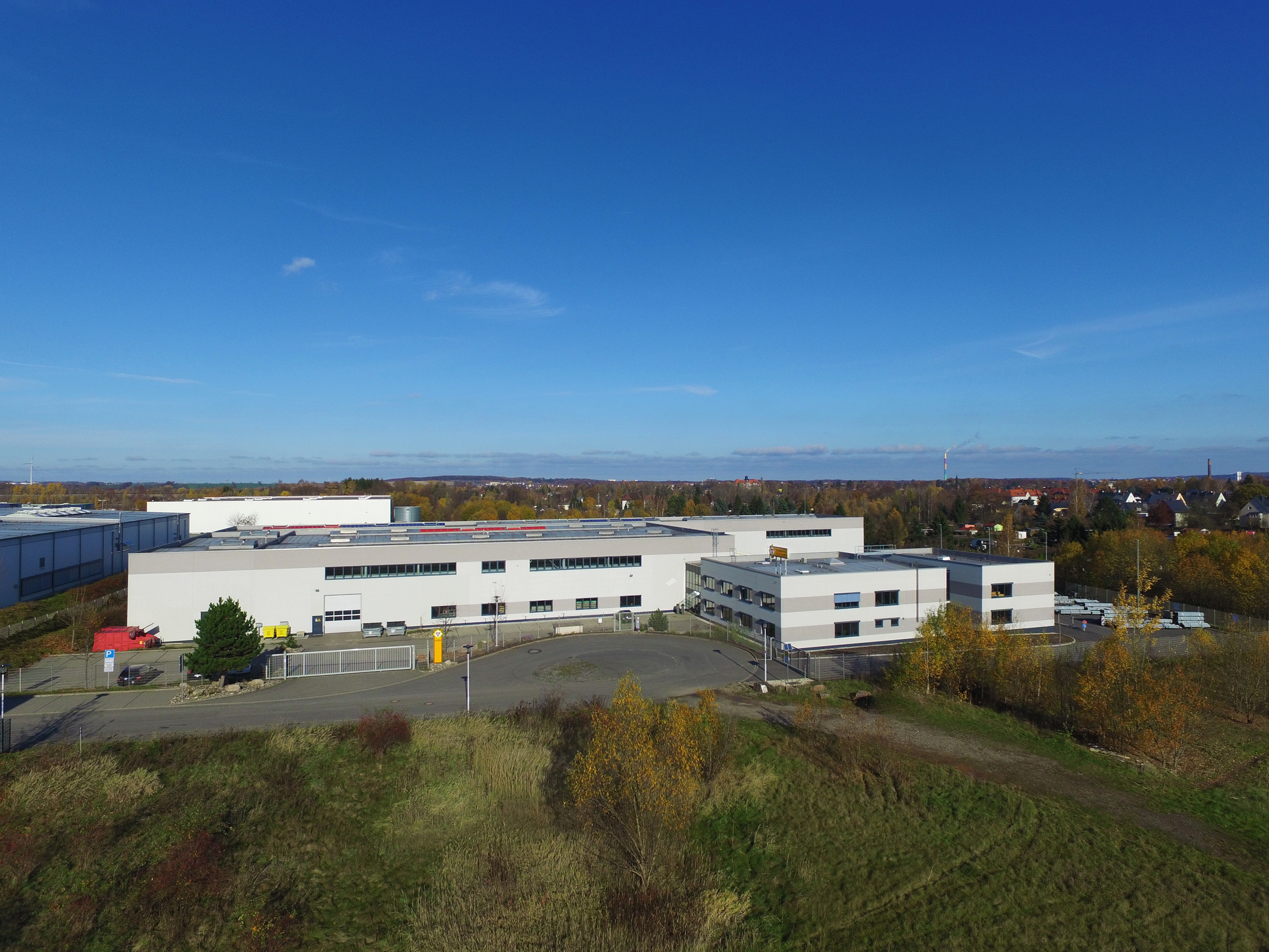
Werk Chemnitz
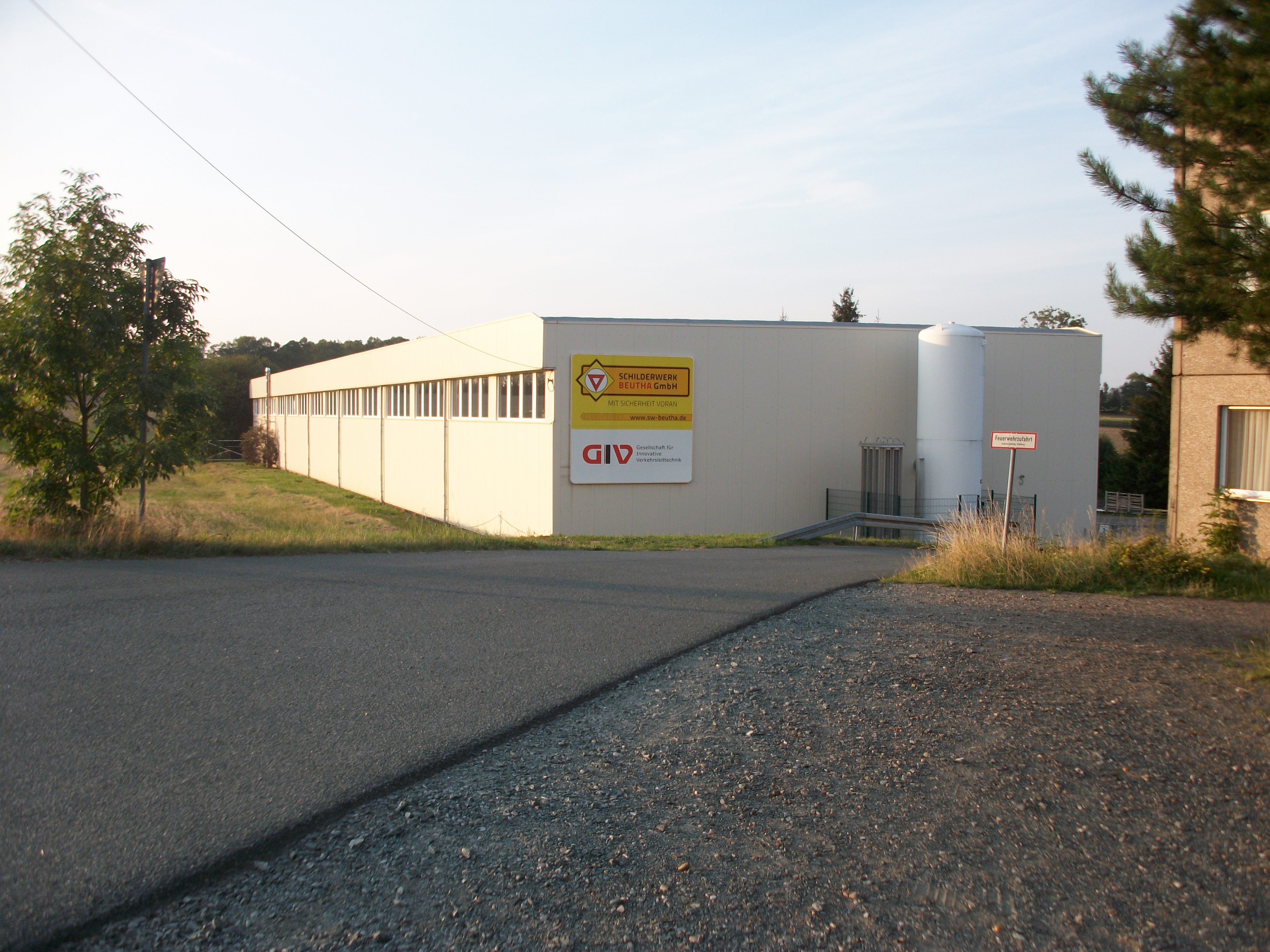
Werk Oberdorf
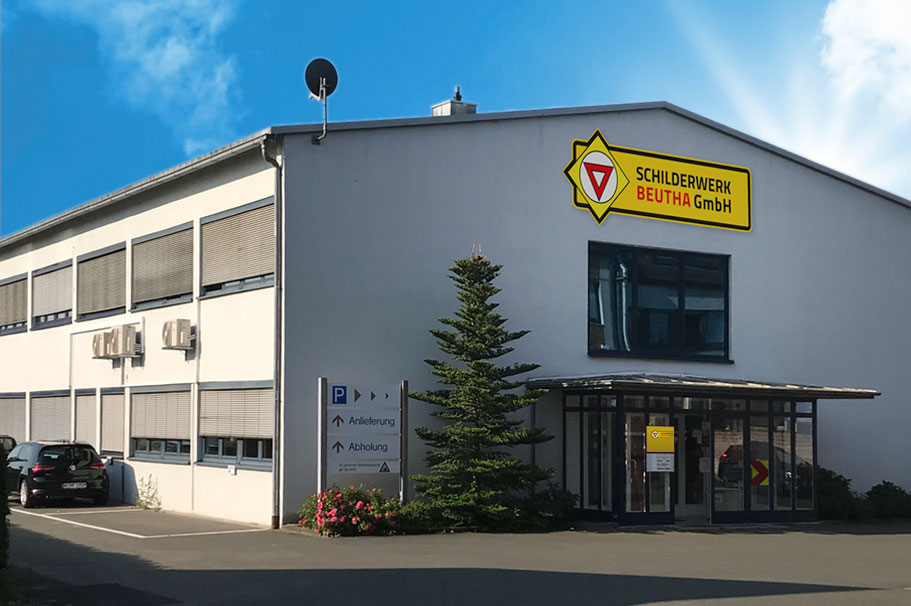
Werk RUB Nürnberg